# 巴博澤羅湖 (瓦爾祖加河流域)
66°27′8.07″N 37°25′34.27″E / 66.4522417°N 37.4261861°E
巴博澤羅湖（羅馬化：Babozero），是俄羅斯的湖泊，位於該國西北部，由摩爾曼斯克州負責管轄，處於捷列克區，面積44平方公里，海拔高度138米，湖岸線長度70公里。